# Moluckkungsfiskare
För fågelarten Todiramphus diops, se blåvit kungsfiskare.
Moluckkungsfiskare (Ceyx lepidus) är en fågel i familjen kungsfiskare inom ordningen praktfåglar.

## Utseende och läte
Moluckkungsfiskaren är en liten kungsfiskare med lysande orange näbb, persikofärgad undersida, ett fläckat blått huvud och djupblå ovansida med en elektriskt blå strimma. På halssidan syns en vit teckning och ovan näbben en orange fläck. Ungfågeln är mörkare ovan och har mörk näbbrot. Den skiljs från kungsfiskare och azurkungsfiskare på framför allt den mindre storleken och den orangefärgade näbben. Lätet är ett gällt och utdraget "tseeeeet".

## Utbredning och systematik
Moluckkungsfiskaren förekommer i delar av Moluckerna i Indonesien. Den delas in i två underarter med följande utbredning:
- Ceyx lepidus uropygialis – förekommer på öarna Obi, Bisa, Bacan, Ternate, Halmahera, Tidore och Morotai
- Ceyx lepidus lepidus – förekommer på öarna Ambon, Ambelau, Seram, Saparua, Seram Laut och Watubela

Tidigare inkluderade taxonet Ceyx lepidus ett stort antal andra arter i närområdet, då under det svenska namnet variabel kungsfiskare, och vissa auktoriteter gör det fortfarande.

## Levnadssätt
Moluckkungsfiskaren förekommer i skogarnas undervegetation, i låglänta områden och vid foten av berg, ibland intill rinnande vattendrag. Den uppträder enstaka eller i par. Den är insektsätare och födosker ofta på trollsländor och andra insekter som den fångar med genom snabba flygturer över stillastående vatten. Det häckande paret gräver en kort tunnel, ofta i en jord- eller sandbank, som leder till en bohåla där honan lägger två ägg.

## Status och hot
Arten har ett stort utbredningsområde, men tros minska i antal, dock inte tillräckligt kraftigt för att den ska betraktas som hotad. Internationella naturvårdsunionen IUCN listar arten som livskraftig (LC).